# Hübschhorn
Le Hübschhorn, culminant à 3 191 mètres d'altitude, est une montagne des Alpes lépontines.

## Toponymie
Hübschhorn peut se traduire littéralement en allemand par « dent jolie ».

## Géographie

### Situation
Le Hübschhorn fait partie du district de Brigue dans le canton du Valais. C'est une montagne particulièrement visible par sa proximité avec le col du Simplon qu'il surplombe.
Il appartient au chaînon du Monte Leone et se situe à la limite entre les Alpes du Nord et du Sud.

### Topographie
Le Hübschhorn possède deux sommets d'altitude quasiment égale, le sommet ouest (3 187 m) étant légèrement moins élevé que le sommet est (3 191 m). Une croix a été érigée sur le sommet ouest le 5 juillet 1994.
Il présente trois arêtes principales : ouest-sud-ouest (sans difficulté) et deux arêtes rocheuses, nord-ouest et est. Ces arêtes délimitent la large face nord, la face sud-ouest et sud-est.

### Géologie
Le Hübschhorn est constitué de gneiss (dit du Monte Leone).

## Alpinisme
Itinéraires d'ascension ou de descente :
- arête ouest-sud-ouest (voie normale) : cotée PD, son ascension peut se faire aussi bien en hiver (à ski) qu'en été. Il faut toutefois tenir compte de changements de temps rapides étant donné sa situation à la limite des Alpes du Nord et du Sud[2]. L'itinéraire part de la route en direction du Rotelsee, un petit lac situé directement en dessous de la montagne. De là, on continue en suivant un sentier abrupt à peine visible. Il faut compter environ trois heures d'ascension de la route au sommet. Le dénivelé est de 1 200 m du point de départ au sommet, où est juchée une croix[4]. On peut y observer l'itinéraire complet au Wasenhorn et l'itinéraire du glacier au Breithorn (Simplon), et apprécier les vues sur le groupe du Weissmies en direction du sud-ouest ;
- arête nord-ouest (ou arête belge) : voie cotée D-, dont la première ascension a été réalisée en 1913 par le roi Albert Ier et par deux guides valaisans, Albert et Benedikt Supersaxo[5] ;
- face nord (première descente à ski) : par le skieur extrême Sébastien de Sainte Marie le 18 décembre 2018 ;
- différentes voies rocheuses de niveau II, III et IV dans ses faces.

## Accès
L'accès routier, très simple, se fait aussi bien du côté italien que du côté suisse en suivant la route en direction du col du Simplon. Les villes les plus proches sont Domodossola en Italie et Brigue en Suisse. Il est possible de se restaurer et de se loger au col à l'Hospice du Simplon (Simplon Hospiz).